# John Phillips (astronaut)
John Lynch Phillips (* 15. dubna 1951, Fort Belvoir, Virginie, Spojené státy americké) je od roku 1996 astronaut NASA.

## Astronaut
Do týmu NASA byl vybrán v roce 1996.

### Lety do vesmíru
- STS-100, Endeavour (19. dubna 2001 – 1. května 2001)
- Sojuz TMA-6, Sojuz (15. dubna 2005 – 11. října 2005)
- STS-119, Discovery (16. března 2009 – 28. března 2009)

## Osobní život
John Phillips je ženatý s Laurou Jean Doellovou. Mají dvě děti. Mezi jeho oblíbené sporty patří lyžování, plavání, kanoistika a turistika.